# Бану Касі
Бану Касі (ісп. Banu Qasi; «сини Кассія») — рід (династія) правителів-муваладів, які у VIII—X століттях володіли землями на правому березі річки Ебро (сучасна Іспанія). Сягнувши свого найбільшого впливу в середині IX століття, родина об'єднала під своєю владою майже всі території, зайняті мусульманами у північно-східній частині Піренейського півострова. Глави родини Бану Касі були єдиними в Омеядській Іспанії правителями (окрім самих емірів і халіфів), для позначення порядку правління яких у сучасній історичній науці застосовуються числові позначення.

## Династія
Родоначальником сім'ї Бану Касі був вестготський граф Кассій, від якого вона отримала свою назву. 714 року Кассій, який імовірно мав титул графа (як його можливі володіння згадуються Арнедо, Борха чи Ехеа), після арабського завоювання Піренейського півострова навернувся в іслам з метою збереження своїх володінь. У 714—715 роках він разом з іншими знатними вестготами здійснив візит до Дамаска, де особисто присягнув на вірність одному з халіфів-Омеядів (Валіду I чи Сулайману).
Отримавши дозвіл від халіфа на збереження своїх володінь, Кассій повернувся до Іспанії, де він, а потім його син Фортун ібн Кассі, почали керувати областю на правому березі річки Ебро спочатку як васали валі ал-Андалуса, а потім — еміра Кордови. Родина не належала ані до арабської, ані до берберської партій, але надавала допомогу багатьом правителям емірату в боротьбі проти численних заколотників. Син Фортуна ібн Кассі, Муса I ібн Фортун був убитий 788/789 чи 802 року під час придушення заколоту в Сарагосі, а його син Мутарріф ібн Муса — 799 року під час про-франкського повстання в Памплоні.
Муса I ібн Фортун був одружений із жінкою, яка відповідно до Кодексу Роди та хронічки історика Ібн Хайяна, також перебувала у шлюбі і з одним з вождів басків, Ініго Хіменесом. Точно не встановлено, який з тих шлюбів був першим, однак відомо, що сином Муси I від того шлюбу та його спадкоємцем на посту глави родини був Муса II ібн Муса, а сином Ініго Хіменеса — король Памплони Ініго Аріста. Близькі родинні зв'язки тих двох правителів зумовили тісний союз між Бану Касі й Наваррою, що визначив історію Піренейського регіону на подальші 50 років.

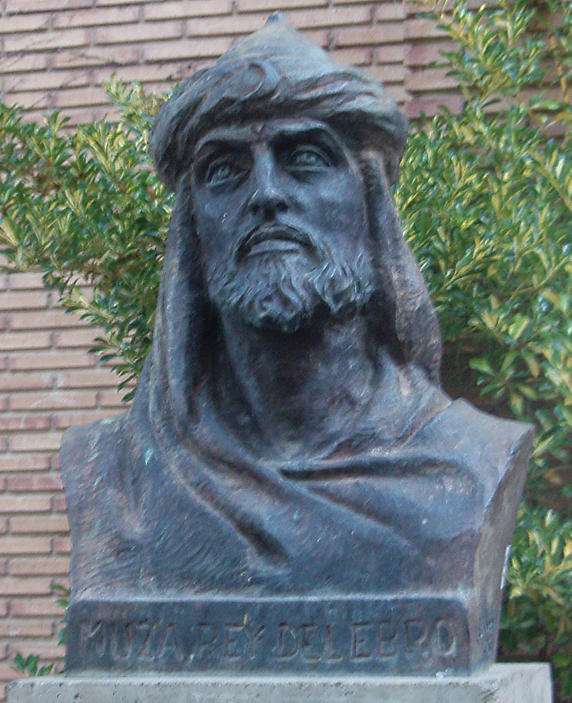
Муса II ібн Муса

Перші відомості про діяльність Муси II належать до 820-их років, коли він разом з королем Памплони та графом Арагону брав участь у війнах з Франкською державою, в тому числі, у так званій «третій битві в Ронсевальській ущелині» (824), що дозволила Наваррі й Арагону домогтись повної незалежності від франків.
838 року почались походи Муси ібн Муси проти християн Астурії, Кастилії й Алави. Однак на початку 840-их років Муса, який був валі Тудели, вступив у конфлікт з еміром Абд ар-Рахманом I та неодноразово брав участь у заколотах, найбільші з яких відбулись у 842—844, 847 та 850 роках. Усі заколоти завершувались примиренням Муси II з правителем Кордови та участю військ Бану Касі у війнах з ворогами емірату.
Серед найбільших перемог Муси II ібн Муси — розгром 844 року війська норманів, які напали на Севілью, перемога 851 або 852 року над королем Астурії Ордоньйо I у битві при Альбельді, за що Муса отримав від еміра титул валі Сарагоси, і розграбування Барселонського графства 856 року. До того часу Хроніка Альфонсо III відносить таке повідомлення:
|  | …Через ці перемоги Муса запишався настільки, що наказав своїм людям називати його третім королем Іспанії…» |

Інші два короля — це король Астурії та емір Кордови.
856 рік був роком найбільшої могутності родини Бану Касі за всю історію її існування. До кінця 850-их під владою Муси II та членів його сім'ї перебували майже всі володіння мусульман у північно-східній частині Піренейського півострова, включаючи міста Тудела, Сарагоса, Уеска й Толедо. Однак розрив 859 року дружніх стосунків з королем Памплони Гарсією I Інігесом і спричинене цим укладення союзу між Наваррою й Астурією, призвели до зміни балансу сил в регіоні річки Ебро: вже 859 року Муса II ібн Муса зазнав нищівної поразки від астурійсько-наваррського війська у другій битві при Альбельді, а 862 року помер від поранень, яких зазнав у сутичці з власним зятем. З того моменту почався занепад могутності Бану Касі.
Наступниками Муси II стали спочатку його син, валі Толедо Лубб I ібн Муса, а потім онук, Мухаммад I ібн Лубб, за правління яких відбулось подрібнення володінь Бану Касі та їх розподіл між членами династії.
У той же час відбувались і численні заколоти Бану Касі проти влади еміра Кордови: валі Сарагоси Ісмаїл ібн Муса не визнавав над собою влади халіфа впродовж 10 років (872—882), значне повстання синів Муси відбулось у 872—873 роках, а Мухаммад I ібн Лубб вів війну з еміром Мухаммедом I у 883—884 роках. Прагнучи обмежити владу Бану Касі у північно-східних районах своєї держави, емір надав там володіння їхнім ворогам, родині Туджибідів, які постійно конфліктували з Бану Касі. Цілковите примирення Бану Касі й еміра Кордови відбулось лише 898 року, вже за нового глави родини, Лубба II ібн Мухаммада, на умовах визнання еміром Абдаллахом за Бану Касі всіх їхніх володінь.
Кінець IX— початок X століть були періодом останнього короткочасного зростання впливу Бану Касі в регіоні річки Ебро. Це, в основному, було зумовлено новими успіхами членів родини у війнах з християнами Кастилії, Наварри й Алави. 897 року Лубб II ібн Мухаммад, тоді ще валі Леріди, під час нападу на Барселонське графство в битві особисто завдав смертельного поранення графу Вільфреду I Волохатому, а спустошувальні вторгнення військ Бану Касі до Наварри змусили її короля Фортуна Гарсеса визнати себе васалом Кордовського халіфату.
Ситуація змінилась 905 року від моменту сходження на престол Наварри короля Санчо I, який уклав союз із королями Леону, спочатку з Гарсією I, а потім з Ордоньйо II. Союзники почали активні військові дії проти мусульман, майже щороку здійснюючи походи до володінь Бану Касі. Вже 907 під час одного з походів у відповідь до Наварри Лубб II ібн Мухаммад потрапив у засідку, влаштовану Санчо I, й загинув.
Його брат і наступник на посту глави роду, Абдаллах ібн Мухаммад, 915 року потрапив у полон до короля Наварри й помер за два місяці після звільнення. Це дозволило наваррцям відвоювати у Бану Касі низку важливих фортець і міст, в тому числі, Каркар (909), Монхардін (910) та Арнедо (918). Незважаючи на поразку, якої зазнали війська Санчо I й Ордоньйо II від еміра Абд ар-Рахмана III в битві при Вальдехункері 920 року, та втрату низки фортець, християни продовжили завоювання й 923 року король Леону захопив Нахеру, а король Наварри — Калаорру, Арнедо й Вігеру, в останньому взявши в полон і стративши главу Бану Касі Мухаммада II ібн Абдаллаха.
924 року новий глава роду, Мухаммад III ібн Лубб, під владою якого лишились тільки ізольовані один від одного райони навколо міст Тудела і Монсон, втратив свої володіння, які привласнив емір Абд ар-Рахман III. Ще упродовж кількох років члени Бану Касі продовжували виконувати різні доручення еміра, однак на межі 930-их — 940-их років відомості про них припинили потрапляти до історичних хронік та про подальшу долю династії нічого не відомо.

## Правителі з династії Бану Касі
- Кассій (перша половина VIII століття) — родоначальник родини Бану Касі; граф, імовірно, Арнедо, Борхи чи Ехеа
- Фортун ібн Кассі (нар. до 714) — глава родини Бану Касі, власник, імовірно, Арнедо чи Борхи
- Муса I ібн Фортун (убитий 788/789 чи 802) — глава родини Бану Касі, валі Тудели (до 788/789) й Сарагоси (788/789)
- Мутарріф ібн Муса (вбитий у лютому 799) — валі Памплони (788/798—799)
- Муса II ібн Муса (пом. 26 вересня 862) — глава роду Бану Касі (788/789 або 802—862), валі Тудели (до 842 і 843—862) й Сарагоси (841—842 і 852—860)
- Лубб I ібн Муса (пом. 27 квітня 875) — глава роду Бану Касі (862—875), валі Толедо (859—873 і 874—875) й Тудели
- Мухаммад I ібн Лубб (вбитий 897) — глава роду Бану Касі (875—897), валі Толедо (875—?), Тудели (882—897) й Сарагоси (882—884)
- Лубб II ібн Мухаммад (загинув 30 вересня 907) — глава роду Бану Касі (897—907), валі Леріди (889—?) й Тудели (897—907)
- Мухаммад III ібн Лубб (вбитий 929) — глава роду Бану Касі (923—?), валі Тудели (923—924)
- Абдаллах ібн Мухаммад (пом. 915) — глава роду Бану Касі (907—915), валі Тудели (907—915) й Леріди (907—?)
- Мухаммад II ібн Абдаллах (вбитий 923) — глава роду Бану Касі (915—923), валі Тудели (915—923)
- Уррака — дружина (від 924) короля Леону Фруели II
- Мутарріф ібн Мухаммад (вбитий 916) — валі Толедо (903—916)
- Мутарріф ібн Муса (страчений 873) — валі Тудели (871—873)
- Ісмаїл ібн Муса (пом. 889) — валі Сарагоси (872—882) й Леріди (?—889)
- Фортун ібн Муса — валі Тудели (?—882)
- Ісмаїл ібн Фортун — валі Тудели (882)
- Орія (Уррака) — дружина короля Памплони Фортуна I Інігеса